# Robert Brooke-Popham
Pour les articles homonymes, voir Brooke et Popham.
Henry Robert Moore Brooke-Popham (18 septembre 1878 - 20 octobre 1953) est un Air Chief Marshal de la Royal Air Force.
Pendant la Première Guerre mondiale, il servit dans le Royal Flying Corps en tant que commandant d'escadre et officier supérieur d'état-major. Restant dans la nouvelle Royal Air Force (RAF) après la guerre, Brooke-Popham fut le premier commandant de son Collège d'état-major à Andover et a ensuite occupé le haut commandement au Moyen-Orient. Il était gouverneur du Kenya à la fin des années 1930. Plus particulièrement, Brooke-Popham était commandant en chef du British Far East Command (en) jusqu'à son remplacement quelques semaines avant que Singapour ne tombe aux mains des troupes japonaises.